# Julia Klika
Julia Klika (* 7. September 1992 in Wien) ist eine österreichische Politikerin der Österreichischen Volkspartei (ÖVP). Vom 24. November 2020 bis zum 10. Juni 2025 war sie Abgeordnete zum Wiener Landtag und Mitglied des Wiener Gemeinderates.

## Leben

### Ausbildung und Beruf
Julia Klika besuchte nach der Volksschule in Mauerbach das Gymnasium und wirtschaftskundliche Realgymnasium der Dominikanerinnen in Wien, wo sie 2011 maturierte. Anschließend begann sie ein Studium an der Pädagogischen Hochschule Wien, das sie 2016 mit einer Bachelorarbeit zum Thema Daltonplan heute: die praktische Umsetzung an zwei Wiener Schulen (Sekundarstufe 1) als Bachelor of Education (BEd) abschloss. 2017 begann sie den Masterstudiengang Bildungsmanagement an der KMU Akademie.
Von 2014 bis 2018 unterrichtete sie Mathematik, Ernährung und Haushalt an der Neuen Mittelschule (NMS) Lacknergasse und seit 2018 an der Franz-Jonas-Europaschule in Jedlesee. Seit 2019 ist sie an der Pädagogischen Hochschule Wien im Bereich Praxis und Gesamtkoordination IWQ tätig.

### Politik
Klika ist Mitglied des Österreichischen Arbeitnehmerinnen- und Arbeitnehmerbundes (ÖAAB) in Wien-Floridsdorf und der Fraktion Christlicher Gewerkschafter (FCG).
Nach der Landtags- und Gemeinderatswahl 2020 wurde sie am 24. November 2020 in der konstituierenden Sitzung der 21. Wahlperiode als Abgeordnete zum Wiener Landtag und Mitglied des Wiener Gemeinderates angelobt, wo sie Mitglied im Gemeinderatsausschuss für Bildung, Jugend, Integration und Transparenz, im Gemeinderatsausschuss für Klima, Umwelt, Demokratie und Personal sowie im Gemeinderatsausschuss für Petitionen wurde und als ÖVP-Tierschutzsprecherin fungierte. Nach der Landtags- und Gemeinderatswahl in Wien 2025 schied sie am 10. Juni 2025 aus dem Landtag aus.